# Wahlbezirk Österreich unter der Enns 33
Der Wahlbezirk Österreich unter der Enns 33 war ein Wahlkreis für die Wahlen zum Abgeordnetenhaus im österreichischen Kronland Österreich unter der Enns. Der Wahlbezirk wurde 1907 mit der Einführung der Reichsratswahlordnung geschaffen und bestand bis zum Zusammenbruch der Habsburgermonarchie.

## Geschichte
Nachdem der Reichsrat im Herbst 1906 das allgemeine, gleiche, geheime und direkte Männerwahlrecht beschlossen hatte, wurde mit 26. Jänner 1907 die große Wahlrechtsreform durch Sanktionierung von Kaiser Franz Joseph I. gültig. Mit der neuen Reichsratswahlordnung schuf man insgesamt 516 Wahlbezirke, wobei mit Ausnahme Galiziens in jedem Wahlbezirk ein Abgeordneter im Zuge der Reichsratswahl gewählt wurde. Der Abgeordnete musste sich dabei im ersten Wahlgang oder in einer Stichwahl mit absoluter Mehrheit durchsetzen. Der Wahlkreis Österreich unter der Enns 33 umfasste den 21. Wiener Gemeindebezirk Floridsdorf.
Aus der Reichsratswahl 1907 ging Karl Seitz (Sozialdemokratische Arbeiterpartei) als Sieger hervor. Er konnte sein Mandat bei der Reichsratswahl 1911 erfolgreich verteidigen. Seitz setzte sich jeweils mit 64 Prozent im ersten Wahlgang  durch.

### Reichsratswahl 1907
Die Reichsratswahl 1907 wurde am 14. Mai 1907 (erster Wahlgang) durchgeführt. Die Stichwahl entfiel auf Grund der absoluten Mehrheit von Karl Seitz im ersten Wahlgang.
| Kandidat                                                                       | Partei                                   | Wahlkreis- stimmen | Stimmen- anteil |
| ------------------------------------------------------------------------------ | ---------------------------------------- | ------------------ | --------------- |
| Karl Seitz                                                                     | Sozialdemokratische Arbeiterpartei       | 7753               | 63,8 %          |
| Friedrich Schüßl                                                               | Christlichsoziale Partei                 | 3862               | 31,8 %          |
| Schick                                                                         | deutsch-nationaler/alldeutscher Kandidat | 468                | 3,8 %           |
|                                                                                | tschechischer Kandidat                   | 36                 | 0,3 %           |
| Sonstige                                                                       |                                          | 42                 | 0,3 %           |
| Wahlberechtigte: 13.174, Ungültige/Leere Stimmen: 242, Wahlbeteiligung: 94,1 % |                                          |                    |                 |

### Reichsratswahl 1911
Die Reichsratswahl 1911 wurde am 13. Juni 1911 (erster Wahlgang) durchgeführt. Die Stichwahl entfiel auf Grund der absoluten Mehrheit von Karl Seitz im ersten Wahlgang.
| Kandidat                                                                       | Partei                             | Wahlkreis- stimmen | Stimmen- anteil |
| ------------------------------------------------------------------------------ | ---------------------------------- | ------------------ | --------------- |
| Karl Seitz                                                                     | Sozialdemokratische Arbeiterpartei | 9043               | 64,4 %          |
| Johann Knoll                                                                   | Christlichsoziale Partei           | 4336               | 30,9 %          |
| Moritz Czeitschner                                                             | deutsch-nationaler Kandidat        | 441                | 3,1 %           |
| Karl Formanek                                                                  | tschechisch-nationaler Kandidat    | 91                 | 0,6 %           |
| von Dorn                                                                       | deutsch-freiheitlicher Kandidat    | 39                 | 0,3 %           |
| Sonstige                                                                       |                                    | 92                 | 0,7 %           |
| Wahlberechtigte: 15.579, Ungültige/Leere Stimmen: 602, Wahlbeteiligung: 94,0 % |                                    |                    |                 |